# Cal Perelló (Almoster)
Cal Perelló és una obra d'Almoster (Baix Camp) protegida com a Bé Cultural d'Interès Local.

## Descripció
Edifici situat a la cantonada entre el carrer Pare Aymamí i el carrer del Portal. Es tracta d'una construcció de diferents altures en els diferents sectors. Les façanes es mostren arrebossades, fruit d'una reforma moderna. Resten però, algunes cornises motllurades de pedra i el portal d'accés. Portal amb arc de mig punt adovellat.